# Barbara Parkins

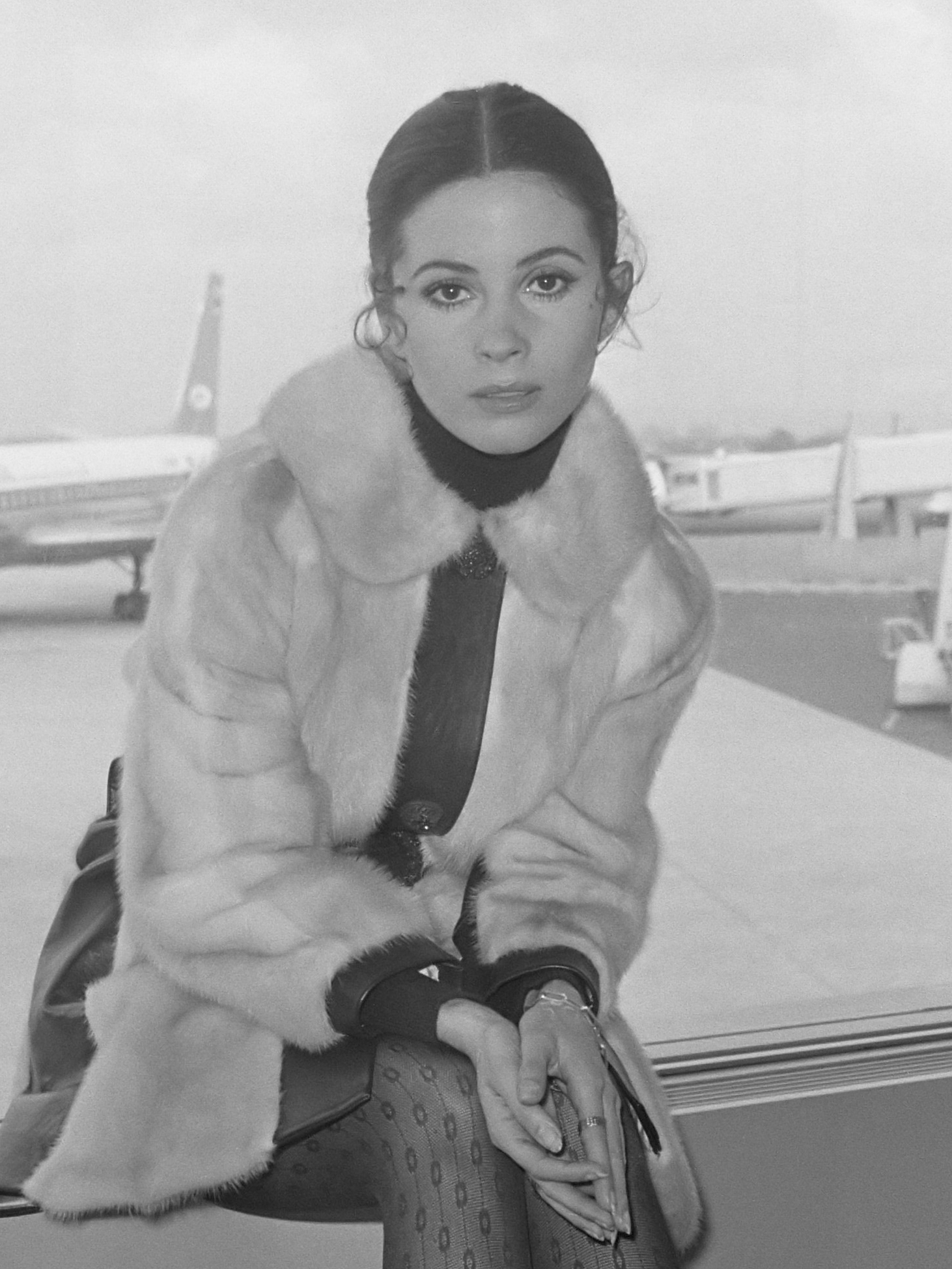
Barbara Parkins (1970)

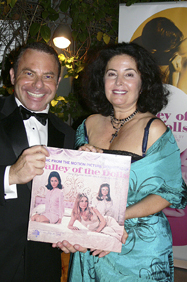
Kevin Norte (l.) und Barbara Parkins (2006)

Barbara Parkins (* 22. Mai 1942 in Vancouver, British Columbia) ist eine kanadische Schauspielerin.

## Leben
Barbara Parkins kam im Alter von 16 Jahren mit ihrer Mutter nach Los Angeles, wo sie ein Schauspiel-, Tanz- und Ballettstudium absolvierte.
Ihr Filmdebüt gab Parkins 1961 in dem Low-Budget-Film 20,000 Eyes. Anschließend spielte Parkins in mehreren Fernsehserien mit, wobei ihr die Rolle als Betty Anderson in der Serie Peyton Place zum Durchbruch verhalf. In der von 1964 bis 1969 produzierten Serie war sie die einzige weibliche Hauptdarstellerin, die permanent mitgewirkt hat und 1966 wurde sie für den Emmy-Fernsehpreis als beste Hauptdarstellerin in einer Serie nominiert, unterlag aber gegen Barbara Stanwyck für ihre Rolle in Big Valley. Einen weiteren Erfolg verbuchte sie mit ihrer Verkörperung der Anne Welles in dem 1967 uraufgeführten Film Das Tal der Puppen.
Ende der 1960er Jahre zog Parkins für einige Jahre nach London, wo sie in Filmen wie Die Ratten von Amsterdam (1971) und Brüll den Teufel an (1976) mitwirkte.
In den 1960er und 1970er Jahren posierte Barbara Parkins mehrfach für den Playboy, in dessen US-amerikanischer Ausgabe sie im Mai 1967, im Februar 1970 und im Mai 1976 zu sehen war.

## Filmografie (Auswahl)
- 1962–1963: The Wide Country
- 1964–1969: Peyton Place (Fernsehserie, 514 Folgen)
- 1967: Das Tal der Puppen (Valley of the Dolls)
- 1969: Der Brief an den Kreml (The Kremlin Letter)
- 1971: Die Ratten von Amsterdam (Puppet on a Chain)
- 1971: Mephisto-Walzer (The Mephisto Waltz)
- 1971: Das Haus unter den Bäumen (The Deadly Trap)
- 1972: Asylum
- 1976: Brüll den Teufel an; Verweistitel: Zwei wie Hund und Katz (Shout at the Devil)
- 1977: Der vergessene Kennedy (Young Joe – The Forgotten Kennedy)
- 1979: Die Bäreninsel in der Hölle der Arktis (Bear Island)
- 1983: Großalarm im Krankenhaus (Uncommon Valor)
- 1984: Der Model-Killer (Calendar Girl Murders)
- 1986: Perry Mason und die eigensinnige Nonne (Perry Mason: The Case of the Notorious Nun)
- 1988: Jake und McCabe – Durch dick und dünn